# Angaragabus major
Angaragabus major is een keversoort uit de familie Liadytidae. De wetenschappelijke naam van de soort is voor het eerst geldig gepubliceerd in 1985 door Ponomarenko.